# Walking the Cat
Walking the Cat ist das achte Soloalbum Roger Chapmans. Es wurde 1989 in Deutschland in zwei Versionen veröffentlicht: Auf dem kanadischen Label Maze Music mit zwölf Titeln und auf dem deutschen Label Polydor, ohne den Song Toys ’89, mit elf Titeln. Es wird den Genres Bluesrock, Alternative Rock und Pop-Rock zugerechnet. Walking the Cat konnte sich nach dem enttäuschenden Abschneiden von Techno Prisoners am 26. Juni 1989 in den deutschen Charts platzieren (Peak Platz 55) und hielt sich dort insgesamt zwölf Wochen. Es war Chapmans Album, das sich am längsten in den Charts halten konnte und gleichzeitig auch seine letzte Top-100-Platzierung.

## Musikstil
Musikalisch knüpfte er wieder an seine große Liebe, den R&B (rhythmisch stark akzentuierten Blues) an und setzte verschiedene musikalische Stilrichtungen (R&B-Variationen) ein, die dem Rock, Soul, Reggae, Country, Funk- und Gospel zugeordnet werden können. Für die Plattenproduktion wurden neben angestammten Shortlist-Musikern, wie Tim Hinkley (Keyboards), Nick Pentelow (Keyboards) oder Steve Simpson (Gitarre) auch die Gitarristen Alvin Lee (Ten Years After), sein früherer Weggefährte Bob Tench (Streetwalkers, Jeff Beck Group, Humble Pie) und Mick Rogers (Manfred Mann’s Earth Band) engagiert. Dennoch kommt das Album ohne ein einziges einschneidendes Gitarrensolo aus. Chapman setzte in seinen Songs stattdessen auf Harmonika- und Saxophon-Breaks sowie kräftige Basslinien und einen Background-Chor. Die Musikstücke wurden melodiös, poppig und damit radiotauglich arrangiert.
Gesanglich trägt Chapman seine Songs entsprechend seinem stimmlichen Repertoire vor. Von getragener ruhiger Stimme (The Fool) bis hin zum Schreigesang (Kick It Back), seinem Markenzeichen.
Abgemischt wurde das Album von Terry Medhurst, der sich mit Manfred Mann’s Earth Band einen Namen gemacht hatte.
Der amerikanische R&B-Musiker Byron Byrd (Sun) übernahm die Produktion und einige Keyboard-Parts.
Der Albumtitel Walking the Cat ist, wie so oft bei Chapman, mehrdeutig und kann in Zusammenhang einiger Songs als „mit meiner Freundin ausgehen“, „sich mit einer Frau amüsieren“ oder „Spaß haben“ übersetzt werden.
Das Cover wurde von KITE konzipiert und zeigt im Stil der Abstrakten Kunst eine Menschenmenge unter einem Halbmond.
Das Eingangsstück Kick It Back ist ein rhythmisch stark akzentuiertes funkig-rockiges Musikstück und besingt die Samstag Nacht Party nach getaner anstrengender Arbeit.
Son of Red Moon, die Singleauskopplung des Albums, ist ein schnelles Rock-’n’-Roll-Stück. Der Sound wird durch Lees harter Rhythmusgitarre und Mickey Moodys Slide-Gitarre geprägt. Inhaltlich wird eine romantische Zweisamkeit bei Mondnacht besungen.
Stranger Than Strange wurde als Soul Stück arrangiert, was durch Hinkleys Keyboard getragen wird. Chapman besingt die Verschiedenartigkeit des Menschen, der alles sein kann, vom „Sünder“ bis zum „Engel“ und besingt ihn daher als „fremder als fremd“.
Just a Step Away (Let’s Go) beginnt mit einem Gospel-Intro und geht in einen repetitiven Grundrhythmus des Funks über mit einem starken Bass Break. Chapmans Gesang wird von einem Background Chor begleitet. Das tragende Musikinstrument ist das Saxophon. Besungen wird die Fantasy- und Märchenwelt, die nur einen Schritt von einem jedem von uns entfernt sein soll.
The Fool ist eine Ballade des amerikanischen Country-Sängers Lee Hazlewood. Micky Moodys Slide-Gitarre untermalt die ruhige Stimmung. The Fool (dt. Dummkopf) ist im Song ein Mann, der sich selbst so bezeichnet, weil er seine Frau verließ und das am Ende bitter bereute.
Toys ’89 ist ein Remake des Songs Toys: Do You? vom Album Mango Crazy. Auffällig ist Chapmans Gesang im Rap-Stil. Der Titel thematisiert auf ironische Weise Konkurrenzkämpfe und Druck, der auf Menschen ausgeübt wird, um den bestmöglichen Platz in der Gesellschaft für sich zu ergattern bzw. mit anderen mithalten zu können.
Walking the Cat lebt musikalisch vom treibenden Rhythmus, prägnanten Basslinien und Alvin Lees Gitarre. Der Text ist kryptisch und mehrdeutig. Er handelt von einem Musiker, der seine Musik liebt und von Mädchen („gals“, „girls“) die seine Musik und ihn lieben.
J & D imitiert einen Gospelsong im Reggae-Rhythmus und mit einem harten Break am Ende des Liedes. Der Song mündet dann in ein Country-Outro mit Steve Simpsons Fiedel als tragendes Instrument. Chapman spielt fragend mit dem Gedanken was wäre, wenn Jesus und der Teufel gemeinsame Sache machen würden.
Come the Dark Night ist ein Blues mit einem Saxophon Solo von Nick Pentelow. Chapman selbst übernahm den Hintergrundgesang. Der Text ist, wie bei dem Song Walking the Cat kryptisch und mehrdeutig. Besungen wird ein typisches textliches Blues-Schema, mit negativem Inhalt. Eine gescheiterte Existenz wird mit dunklen Nächten verglichen und wartet auf einen neuen Morgen, der alles zum Besseren wenden kann. Es gibt eine inhaltliche Referenz zum Song Shadow on the Wall („Now when the night is over another day begins. […] shed your identity and take another skin. […] . Just a name and number, a shadow on the wall“).
Hands Off weist lässige Rock-’n’-Roll-Harmonien und einen akzentuierten Rhythmus auf und wird von Mark Felthams Mund-Harmonika getragen. Der Song beschäftigt sich ironisch mit einem Gangster, der sein Revier verteidigen muss und warnt: „Hands Off …“ („Finger weg - [von] meinem Diamantring; Finger weg - [von] meinen gezogenen Strippe; Finger weg - [von] der Haut meiner Frau; Lass mich dich nicht anfassen [zu müssen]; Lass dich nicht erwischen“).
Jivin’ ist ein klassischer R&B Song mit treibendem Bass. Textlich wird in lustiger Art und Weise Bezug auf den Tanz Jive genommen. Am Ende des Stückes gibt es die zweite Referenz zu Shadow on the Wall, indem kurz die Riffs angespielt und die Textzeile „Shadow on the Wall“ des Songs gesungen werden.
Saturday Night Kick Back ist ein für Chapman typisches Ausgangsstück, etwas schrill und experimentell. Das Musikstück nimmt textlich und rhythmisch Bezug zum Eingangsstück Kick It Back und schließt das Album musikalisch ab.

## Entstehungsgeschichte
Nach der überwiegend negativen Kritik seines letzten Albums Techno Prisoners stand Chapman bei dieser Produktion unter Erfolgsdruck. Mit Hilfe Tim Hinkleys wurde deshalb wieder eine „echte Studioband“, d. h. mit erfahrenen hochklassigen Rockmusikern zusammengestellt, was bei seiner letzten Produktion kritisiert wurde. Außerdem wurden, der musikalischen Vielseitigkeit wegen, fünf verschiedene Gitarristen engagiert.
Chapman erinnerte sich in einem Interview mit Pete Feenstra, dass die Albumproduktion „mit viel Ärger begann“ (orig.: „We had a hassle starting the album“). Es gab die üblichen Geldprobleme, die zu Diskussionen im Studio führten und außerdem mussten alle an der Produktion beteiligten mit Chapmans „rauer Herangehensweise“ zurechtkommen (orig.: „to put up with my rough and ready approach in the studio“).
Das Album wurde durch die Walking the Cat Tour ’89 in Deutschland (vor dem Mauerfall auch in Magdeburg und Dresden, 19. und 23. April), den Niederlanden und Österreich vom 19. Mai bis zum 11. Dezember 1989 promotet.
Für diese Tour wurde Chapman von den Musikern Steve Simpson, Bob Tench, Peter Stroud (alle Gitarre), Nick Pentelow (Saxofon), John Lingwood (Schlagzeug) und Ian Gibbons (Ex-Kinks, Keyboard) begleitet.

## Titelliste
1. Kick It Back (Chapman) 4:21
2. Son of Red Moon (Chapman) 3:46
(Single - B-Seite Walking the Cat)
3. Stranger Than Strange (Chapman) 4:41
4. Just a Step Away (Let’s Go) (Chapman) 5:35
5. The Fool (Lee Hazelwood) 2:53
6. Toy ’89 (Chapman, Palmer, Whitehorn) 3:40
7. Walking the Cat (Chapman) 5:13
8. J & D (Chapman/Hinkley) 3:35
9. Come the Dark Night (Chapman/A. Brown) 4:55
10. Hands Off (Chapman/Hinkley) 4:03
11. Jivin’ (Steve Simpson) 2:58
12. Saturday Night Kick Back (Chapman) 1:51
(Quelle:)

## Charterfolge & Rezeption
In Deutschland kam das Album gut an und hielt sich insgesamt zwölf Wochen in den Charts (Peak: 55). International konnte sich Walking the Cat dagegen nicht platzieren. Von den Musikexperten gab es im Allgemeinen gute Kritiken.
Für die Konzertveranstalter „Komma“ war Walking the Cat „ein eindeutiger Wendepunkt zurück zu den alten Qualitäten“.
„The Brook“ sah Roger Chapman zurück, dort wo er hingehöre, „at the top“. Lieder wie Son of Red Moon, Come the Dark Night and Hands Off zeigen ihn als Songwriter und Künstler auf dem Höhepunkt seines Schaffens. Von Allmusic dagegen gab es nur drei von fünf Sternen.